# Miguel Retuerto
Miguel Retuerto Egea, né le 14 janvier 1962 à Zurich, est un footballeur suisse qui jouait au poste de milieu de terrain.

## Biographie
Miguel Retuerto se forme au Club Esportiu Sant Gabriel. Il débute professionnellement en mai 1983 à l'âge de 21 ans lors d'un match de deuxième division du FC Barcelone B face au Racing de Santander (victoire 1 à 0 des Barcelonais).
Retuerto débute avec l'équipe première du FC Barcelone lors de la saison 1984-1985. À la fin de cette saison, il retourne dans l'équipe réserve.
En 1986, il rejoint le CF Gandia. En 1987, il signe avec le Palamós CF où il reste jusqu'en 1990. Après un bref passage à l'UE Sant Andreu, Retuerto met un terme à sa carrière de joueur en 1991.
Au total, Miguel Retuerto joue 60 matchs dans les divisions professionnelles espagnoles.

## Palmarès
Avec le FC Barcelone :
- Champion d'Espagne en 1985